# Communauté de communes du Pays d'Astrée
La communauté de communes du Pays d'Astrée est une ancienne communauté de communes française, située dans le département de la Loire et la région Auvergne-Rhône-Alpes.
Elle a été nommée en référence à l’œuvre littéraire l'Astrée qui parle de ce territoire.

## Historique
Elle est créée le 20 décembre 1995 par seize communes. Au cours du premier mandat, la commune de Sainte-Agathe-la-Bouteresse rejoint l'intercommunalité.
Après les élections municipales de 2001, la commune de Montverdun devient la 18e commune membre.
Elle fusionne le 1er janvier 2017 avec la communauté d'agglomération de Loire Forez et la communauté de communes des Montagnes du Haut Forez et une partie de la communauté de communes du Pays de Saint-Bonnet-le-Château (sauf les  communes d'Aboën, Rozier-Côtes-d'Aurec, Saint-Maurice-en-Gourgois et Saint-Nizier-de-Fornas qui rejoignent Saint-Étienne Métropole). 

## Territoire communautaire

### Géographie
Elle est partagée entre les coteaux et la plaine du Forez. Son altitude est comprise entre 327 et 895 m. Elle est arrosée par le Lignon du Forez et l'Anzon.

### Composition
Elle est composée des communes suivantes :
| Nom                         | Code Insee | Gentilé        | Superficie (km2) | Population (dernière pop. légale) | Densité (hab./km2) |
| --------------------------- | ---------- | -------------- | ---------------- | --------------------------------- | ------------------ |
| Boën-sur-Lignon (siège)     | 42019      | Boënnais       | 6,00             | 3 239 (2013)                      | 540                |
| Ailleux                     | 42002      | Ailleutains    | 9,31             | 150 (2014)                        | 16                 |
| Arthun                      | 42009      | Arthunois      | 13,88            | 564 (2014)                        | 41                 |
| Bussy-Albieux               | 42030      | Bussygeois     | 19,65            | 516 (2014)                        | 26                 |
| Cezay                       | 42035      | Cezelens       | 10,52            | 222 (2014)                        | 21                 |
| Débats-Rivière-d'Orpra      | 42084      |                | 3,41             | 158 (2014)                        | 46                 |
| Leigneux                    | 42119      | Leigneusiens   | 4,53             | 392 (2014)                        | 87                 |
| L'Hôpital-sous-Rochefort    | 42109      | Pitarlas       | 1,15             | 115 (2014)                        | 100                |
| Marcilly-le-Châtel          | 42134      | Marcillois     | 16,32            | 1 375 (2014)                      | 84                 |
| Marcoux                     | 42136      | Marcousats     | 15,30            | 753 (2014)                        | 49                 |
| Montverdun                  | 42150      | Montverdunois  | 16,52            | 1 254 (2014)                      | 76                 |
| Sail-sous-Couzan            | 42195      | Couzanais      | 7,43             | 943 (2014)                        | 127                |
| Sainte-Agathe-la-Bouteresse | 42197      | Saint-agathois | 11,75            | 1 037 (2014)                      | 88                 |
| Saint-Étienne-le-Molard     | 42219      | Stéphanois     | 16,55            | 999 (2014)                        | 60                 |
| Sainte-Foy-Saint-Sulpice    | 42221      | Fidésiens      | 29,12            | 527 (2014)                        | 18                 |
| Saint-Laurent-Rochefort     | 42252      | Saintlureins   | 15,60            | 239 (2014)                        | 15                 |
| Saint-Sixte                 | 42288      | Saint-Sixtois  | 15,35            | 723 (2014)                        | 47                 |
| Trelins                     | 42313      | Trelinois      | 8,09             | 648 (2014)                        | 80                 |

## Administration

### Siège
Après avoir été hébergés dans l'Hôtel de Ville, les bureaux de la communauté de communes sont construits en 2008 dans les anciens locaux EDF à Boën-sur-Lignon.

### Présidence
| Période                                  | Période       | Identité         | Étiquette | Qualité                           |
| ---------------------------------------- | ------------- | ---------------- | --------- | --------------------------------- |
| 1995                                     | 2005          | Lucien Moullier  |           | maire de Boën-sur-Lignon          |
| 2005                                     | 2008          | Pierre Durris    |           | maire de Trelins                  |
| avril 2008                               | juillet 2010  | Bernard Chapelon |           | premier adjoint à Boën-sur-Lignon |
| août 2010                                | décembre 2016 | Lucien Moullier  |           | maire de Boën-sur-Lignon          |
| Les données manquantes sont à compléter. |               |                  |           |                                   |

### Régime fiscal et budget
La communauté de communes est passée à la taxe professionnelle unique fin 2004.

## Projets et réalisations
Après la déchèterie de la Presle à Arthun, fut lancée la construction d'un complexe sportif près du lycée de Boën-sur-Lignon, puis la réalisation de la zone artisanale de Chambayard. Une charte de territoire est adoptée. Sur cette zone, des ateliers partagés sont ouverts aux entreprises qui souhaitent s'installer sans investir dans l'immobilier.
La communauté de communes acquiert le « Grand Pré » qui est entre le Lignon et le Château de la Bastie d'Urfé à Saint-Étienne-le-Molard. Elle a repris le château de Goutelas à Marcoux en absorbant le syndicat intercommunal propriétaire du château depuis 1986.
Elle a construit une structure petite enfance avec crèche et halte-garderie à Sainte-Agathe-la-Bouteresse, le relais assistante maternelle s'y est installé. Dix ans après la charte, Bernard Mioche, maire de Leigneux et 1er vice-président, pilote un projet de territoire.